# Copa CAF 1996
La Copa CAF 1996 es la 5.ª edición de este torneo de fútbol a nivel de clubes de África organizado por la CAF y que contó con la participación de 34 equipos de todo el continente, 6 más que en la edición anterior.
El KAC Marrakech de Marruecos venció en la final al campeón defensor Étoile du Sahel de Túnez para ser el primer equipo de Marruecos en ganar el torneo.

## Ronda Preliminar
| Equipo 1             | Agr.     | Equipo 2      | Ida | Vuelta |
| -------------------- | -------- | ------------- | --- | ------ |
| Eleven Men in Flight | 5–5 (v.) | Blue Waters   | 4–2 | 1–3    |
| BMC                  | 4–2      | Defence Force | 4–2 | 0–0    |

## Primera Ronda
| Equipo 1               | Agr.     | Equipo 2              | Ida | Vuelta |
| ---------------------- | -------- | --------------------- | --- | ------ |
| Kiyovu Sports          | 4–6      | Patronage Sainte-Anne | 4–2 | 0–4    |
| KAC Marrakech          | dq1      | ASC Garde Nationale   | —   | —      |
| Étoile Filante         | 2–4      | MC Oran               | 1–1 | 1–3    |
| Ferroviário de Maputo  | 2–0      | Mebrat Hail           | 2–0 | 0–0    |
| FC 105                 | 0–4      | Unisport FC           | 0–0 | 0–4    |
| Étoile Filante du Togo | 2–6      | Enugu Rangers         | 1–0 | 1–6    |
| SO Armée               | 3–0      | Dragons de l'Ouémé    | 2–0 | 1–0    |
| Entente Sotrac         | 2–6      | Étoile du Sahel       | 1–4 | 1–2    |
| ASFAG                  | 3–4      | Junior Professional   | 2–1 | 1–3    |
| Ports Authority        | w/o2     | Real Tamale United    | —   | —      |
| AS Inter Star          | 1–5      | Vita Club             | 1–1 | 0–4    |
| Blue Waters            | 2–6      | 1.º de Agosto         | 1–2 | 1–4    |
| Kenya Breweries        | 2–1      | UEB FC                | 2–0 | 0–1    |
| Small Simba SC         | 1–1 (v.) | Hay Al-Arab           | 1–1 | 0–0    |
| BMC                    | 1–7      | Mamelodi Sundowns     | 0–3 | 1–4    |
| US Stade Tamponnaise   | w/o2     | Kabwe Warriors        | —   | —      |

1- Los clubes de Mauritania fueron descalificados por las deudas que su federación tenía con la CAF.

2- Real Tamale United y Kabwe Warriors abandonaron el torneo antes de jugar el partido de ida.

## Segunda Ronda
| Equipo 1              | Agr. | Equipo 2              | Ida | Vuelta |
| --------------------- | ---- | --------------------- | --- | ------ |
| Patronage Sainte-Anne | 0–2  | KAC Marrakech         | 0–0 | 0–2    |
| MC Oran               | 4–3  | Ferroviário de Maputo | 4–1 | 0–2    |
| Unisport FC           | 2–1  | Enugu Rangers         | 1–1 | 1–0    |
| SO Armée              | 3–4  | Étoile du Sahel       | 2–1 | 1–3    |
| Junior Professional   | w/o1 | Ports Authority       | —   | —      |
| Vita Club             | 3–1  | 1.º de Agosto         | 3–0 | 0–1    |
| Kenya Breweries       | 1–0  | Hay Al-Arab           | 0–0 | 1–0    |
| Mamelodi Sundowns     | 1–2  | US Stade Tamponnaise  | 1–2 | 0–0    |

1- La serie se iba a jugar a partido único en Freetown, Sierra Leona debido a la Guerra Civil en Liberia; el Junior Professionals abandonó el torneo.

## Cuartos de final
| Equipo 1             | Agr.         | Equipo 2        | Ida | Vuelta |
| -------------------- | ------------ | --------------- | --- | ------ |
| Étoile du Sahel      | 4–2          | Unisport FC     | 4–1 | 0–1    |
| US Stade Tamponnaise | 0–1          | KAC Marrakech   | 0–0 | 0–1    |
| MC Oran              | 2–2 (1:3 p.) | Vita Club       | 2–0 | 0–2    |
| Kenya Breweries      | 1–1 (4:2 p.) | Ports Authority | 1–0 | 0–1    |

## Semifinales
| Equipo 1        | Agr. | Equipo 2        | Ida | Vuelta |
| --------------- | ---- | --------------- | --- | ------ |
| KAC Marrakech   | 4–2  | Kenya Breweries | 4–1 | 0–1    |
| Étoile du Sahel | 3–2  | Vita Club       | 2–0 | 1–2    |

## Final
| Equipo 1        | Agr.     | Equipo 2      | Ida | Vuelta |
| --------------- | -------- | ------------- | --- | ------ |
| Étoile du Sahel | 3–3 (v.) | KAC Marrakech | 3–1 | 0–2    |

## Campeón
| Copa CAF 1996            |
| ------------------------ |
| Bandera de Marruecos     |
| KAC Marrakech 1.º Título |